# Селекција и семенарство
Селекција и семенарство (енгл. Plant Breeding and Seed Production) је научни часопис у отвореном приступу који излази од 1994. године.

## О часопису
Часопис Селекција и семенарство објављује радове из области оплемењивања биљака, генетике биљака, биљних генетичких ресурса и њиховог очувања, физиологије биљака, патологије биљака као и раста и развиће биљака, семенске производње (укључујући, квалитет и физиологију семена, производњу, дораду, узорковање, складиштење, дистрибуцију и испитивање квалитета) у следећим категоријама радова: оригинални научни рад; прегледни рад; претходно саопштење; научна полемика, стручни рад, стручна полемика и приказ књиге. Поред тога, као прилоге ван категоризације, часопис може објављивати новости, документа и техничке извештаје, који су важни у процесима оплемењивања биљака и семенске производње. Часопис „Селекција и семенарство“ је доступан у режиму отвореног приступа.
Поступак предавања рукописа, рецензија и објављивање радова су бесплатни.

### Историјат
Часопис Селекција и семенарство је основан одлуком Управног одбора Друштва селекционера и семенара Републике Србије, донетој на Петој седници одржаној 12.јула 1994. године. Решењем Министарства за информисање Републике Србије часопис је уписан у регистар јавног информисања под редним бројем 1754. од 28. септембра 1994. године.
До 2010 часопис је излазио четири пута годишње. Од 2010. године часопис излази два пута годишње у штампаном издању , а од 2014. и у електронском.

### Периодичност излажења
Часопис излази два пута годишње

## Уредници
- Главни и одговорни уредник - др Војка Бабић
- Уредници -др Јелена Срдић и др Сандра Цвејић

## Аутори прилога
- др Војка Бабић

## Теме
- Оплемењивање биљака
- Генетика биљака
- Биљни генетички ресурси и њихово очување
- Физиологија биљка
- Патологија биљака
- Раст и развиће биљака
- Семенска производња
- Дорада, узорковање, складиштење, дистрибуција и испитивање квалитета семена
- Физиологија семена

## Електронски облик часописа
Часопис постоји у електронском облику. 

## Индексирање у базама података
- SCIndeks - Serbian Citation Index[2]
- DOAJ - Directory of Open Access Journals[3]